# Shadia Simmons
Shadia Simmons (Toronto, 28 de junho de 1986) é uma atriz canadense. Ela atua desde os oito anos de idade.
Um de seus trabalhos foi atuar como Emily em Minha Vida com Derek.